# Koproskopie
Die Koproskopie (deutsch Stuhlschau oder Kotuntersuchung) beschreibt ein bereits in der Antike (bei Hippokrates und Galenos) und im Mittelalter (beispielsweise bei Theophilus Protospatharius im 7. Jahrhundert oder von Avicenna) angewandtes bzw. beschriebenes, neben der Harnschau (Uroskopie) benutztes, diagnostisches Verfahren zur Untersuchung von Kot. Die in den hippokratischen Prognosen enthaltenen Stuhlschau-Abschnitte, die einen bevorstehenden Tod aus der Beschaffenheit (Farbe und Geruch) des Patientenkots beurteilen, finden sich auch in einem um 1425, vermutlich von einem hessischen Autoren, verfassten deutschsprachigen Kurztraktat wieder. Ebenfalls unter Benutzung der Kommentare zu hippokratischen Prognosen von Galenos entstand im 14. oder 15. Jahrhundert ein Lüneburger Stuhlschau-Text.
Koproskopische Verfahren finden heute insbesondere in der Tiermedizin als parasitologische Koproskopie Anwendung. Bei Abgang von Würmern oder Bandwurmgliedern kann ein Parasitenbefall dabei bereits makroskopisch erkannt werden. Einige Parasiten lassen sich bereits durch einen einfachen Kotausstrich mit anschließender mikroskopischer Untersuchung nachweisen. Ergänzend ist zudem mithilfe des Flotationsverfahrens oder des Sedimentationsverfahrens der mikroskopische Nachweis von Parasiteneiern möglich, mit Hilfe des Larvenauswanderungsverfahrens der Nachweis von Larven. Ein hochgradiger Parasitenbefall ist unter Umständen bereits im Direktausstrich zu erkennen. Oozysten und Zysten sind ebenfalls mit dem Flotationsverfahren nachweisbar. Für Kryptosporidien oder Giardien existiert ein immunchromatografischer Schnelltest.